# Loiré-sur-Nie
Pour les articles homonymes, voir Loire (homonymie).
Loiré-sur-Nie est une commune du Sud-Ouest de la France située dans le département de la Charente-Maritime, en région Nouvelle-Aquitaine.
Ses habitants sont appelés les Loiréens et Loiréennes.

## Géographie

### Localisation

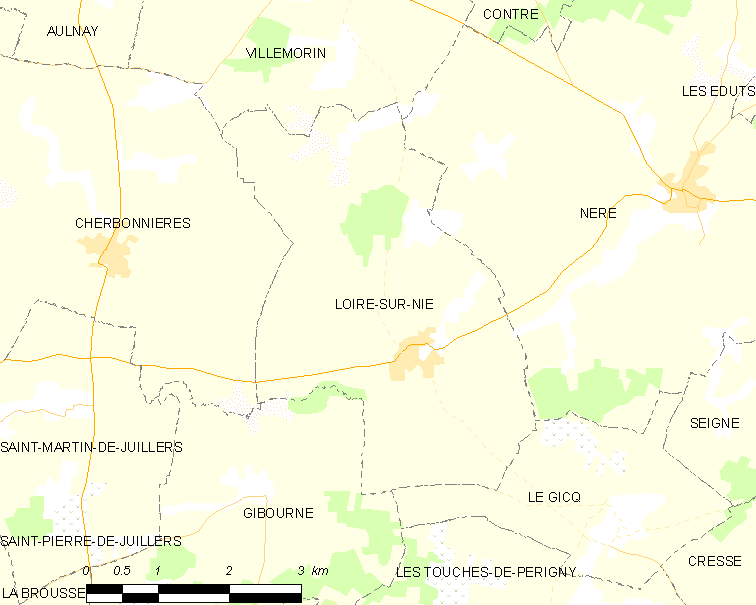
Le plan de la commune

Loiré-sur-Nie se trouve à 10 km au sud-est d'Aulnay-de-Saintonge et 23 km à l'est de Saint-Jean-d'Angély. La commune appartient au site Natura 2000 de la Plaine de Néré à Bresdon.

### Communes limitrophes
|               | Villemorin    |      |
| Cherbonnières | Loiré-sur-Nie | Néré |
| Gibourne      | Le Gicq       |      |

### Hydrographie
Deux cours d'eau référencés par le Sandre traversent la commune.
Il s'agit de la Nie, affluent de la Boutonne, et de la Guillotière, affluent de la Nie.

## Urbanisme

### Typologie
Au 1er janvier 2024, Loiré-sur-Nie est catégorisée commune rurale à habitat dispersé, selon la nouvelle grille communale de densité à 7 niveaux définie par l'Insee en 2022.
Elle est située hors unité urbaine et hors attraction des villes,.

### Occupation des sols
L'occupation des sols de la commune, telle qu'elle ressort de la base de données européenne d’occupation biophysique des sols Corine Land Cover (CLC), est marquée par l'importance des territoires agricoles (93,1 % en 2018), une proportion sensiblement équivalente à celle de 1990 (93,3 %). La répartition détaillée en 2018 est la suivante : 
terres arables (86,2 %), zones agricoles hétérogènes (6,9 %), forêts (4,8 %), zones urbanisées (2,1 %). L'évolution de l’occupation des sols de la commune et de ses infrastructures peut être observée sur les différentes représentations cartographiques du territoire : la carte de Cassini (XVIIIe siècle), la carte d'état-major (1820-1866) et les cartes ou photos aériennes de l'IGN pour la période actuelle (1950 à aujourd'hui).

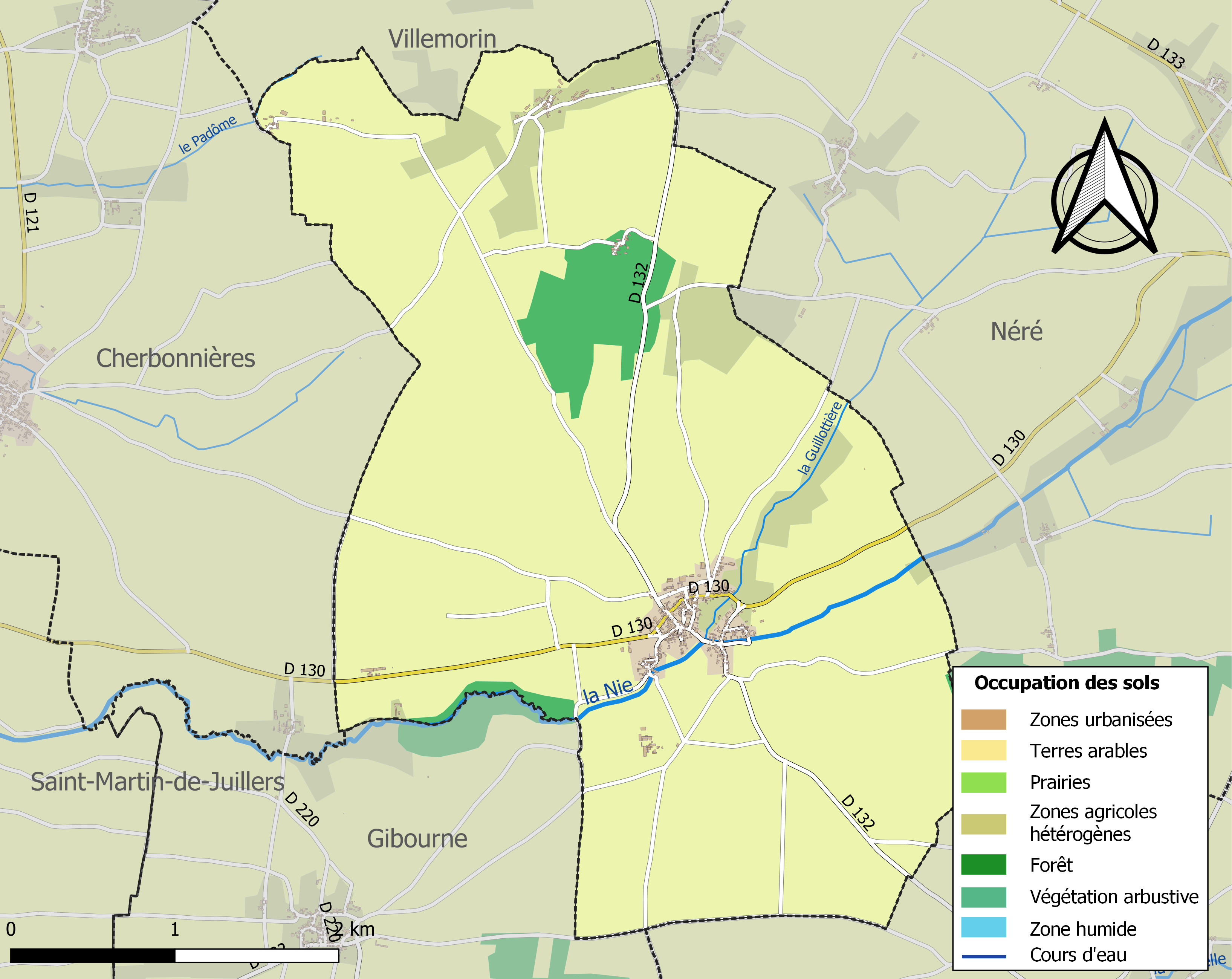
Carte des infrastructures et de l'occupation des sols de la commune en 2018 (CLC).

### Risques majeurs
Le territoire de la commune de Loiré-sur-Nie est vulnérable à différents aléas naturels : météorologiques (tempête, orage, neige, grand froid, canicule ou sécheresse), inondations, mouvements de terrains et séisme (sismicité modérée). Il est également exposé à un risque technologique, le transport de matières dangereuses. Un site publié par le BRGM permet d'évaluer simplement et rapidement les risques d'un bien localisé soit par son adresse soit par le numéro de sa parcelle.

#### Risques naturels
Certaines parties du territoire communal sont susceptibles d’être affectées par le risque d’inondation par débordement de cours d'eau, notamment la Nie. La commune a été reconnue en état de catastrophe naturelle au titre des dommages causés par les inondations et coulées de boue survenues en 1982, 1999 et 2010,.

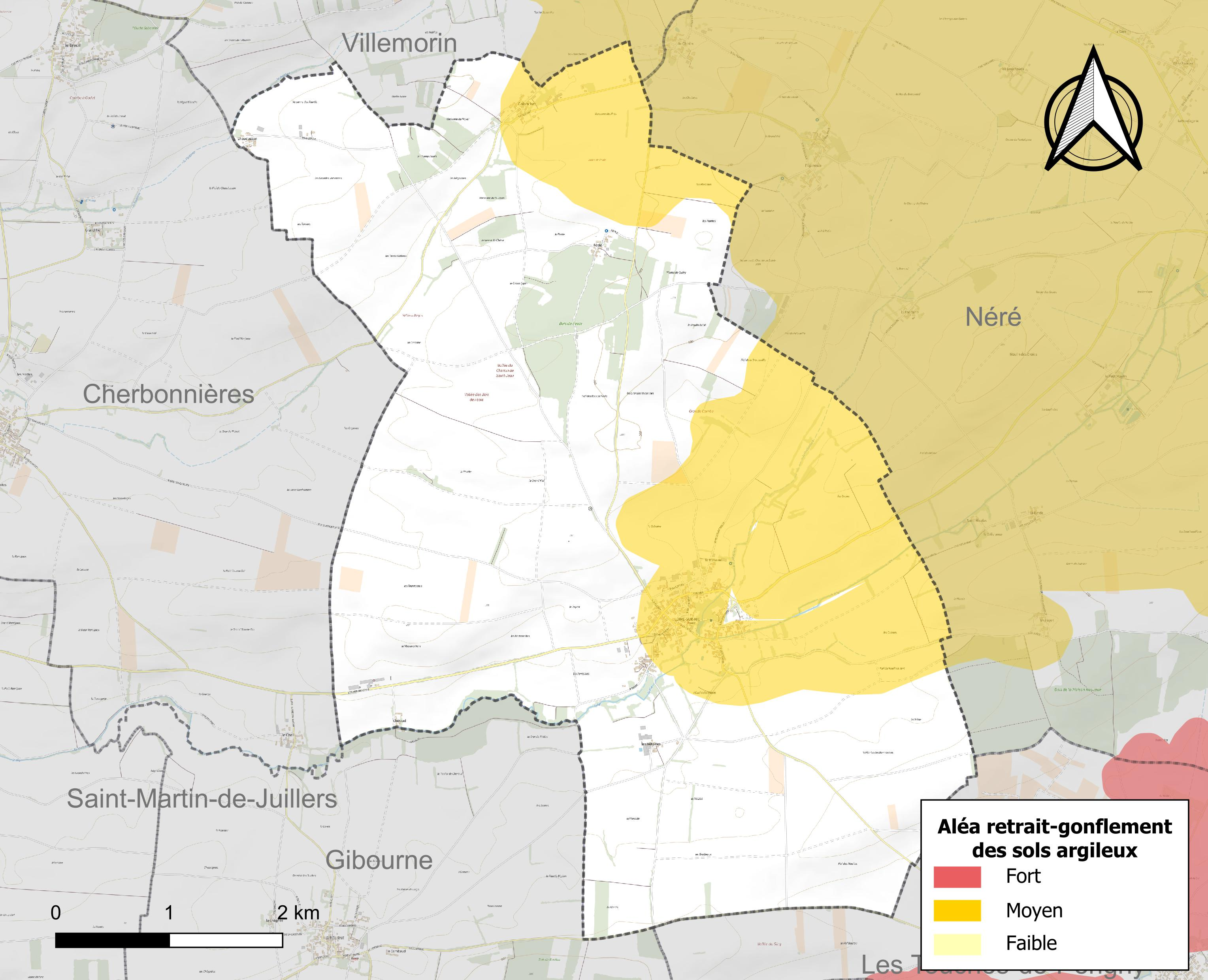
Carte des zones d'aléa retrait-gonflement des sols argileux de Loiré-sur-Nie.

Les mouvements de terrains susceptibles de se produire sur la commune sont des tassements différentiels.
Le retrait-gonflement des sols argileux est susceptible d'engendrer des dommages importants aux bâtiments en cas d’alternance de périodes de sécheresse et de pluie. 26,3 % de la superficie communale est en aléa moyen ou fort (54,2 % au niveau départemental et 48,5 % au niveau national). Sur les 189 bâtiments dénombrés sur la commune en 2019, 154 sont en aléa moyen ou fort, soit 81 %, à comparer aux 57 % au niveau départemental et 54 % au niveau national. Une cartographie de l'exposition du territoire national au retrait gonflement des sols argileux est disponible sur le site du BRGM,.
Par ailleurs, afin de mieux appréhender le risque d’affaissement de terrain, l'inventaire national des cavités souterraines permet de localiser celles situées sur la commune.
Concernant les mouvements de terrains, la commune a été reconnue en état de catastrophe naturelle au titre des dommages causés par la sécheresse en 2005 et par des mouvements de terrain en 1999 et 2010.

#### Risques technologiques
Le risque de transport de matières dangereuses sur la commune est lié à sa traversée par une ou des infrastructures routières ou ferroviaires importantes ou la présence d'une canalisation de transport d'hydrocarbures. Un accident se produisant sur de telles infrastructures est susceptible d’avoir des effets graves sur les biens, les personnes ou l'environnement, selon la nature du matériau transporté. Des dispositions d’urbanisme peuvent être préconisées en conséquence.

## Toponymie
De l'anthroponyme gallo-romain Laurius, auquel a été apposé le suffixe -acum.

## Histoire
L'état des paroisses de 1686 nous dit que les chanoines de Saintes sont les seigneurs de la paroisse de Loiré de 82 feux qui produit surtout de la vigne et un peu de blé.
Loiré se trouvait dans le canton de Néré durant la période révolutionnaire (de 1790 à 1801). 

En 1922, la commune de Loiré a pris le nom de Loiré-sur-Nie.

## Administration

### Liste des maires
| Période                                  | Période  | Identité           | Étiquette | Qualité     |
| ---------------------------------------- | -------- | ------------------ | --------- | ----------- |
| 1959                                     | 1989     | Maurice Robin      | PS        |             |
| 2001                                     | 2006     | Claude Chabasse    |           |             |
| 2006                                     | 2008     | Jean-Michel Henri  |           |             |
| 2014                                     | 2020     | Jacques Champenois | DVD       | Retraité    |
| 2020                                     | En cours | Jean-Michel Henri  |           | Agriculteur |
| Les données manquantes sont à compléter. |          |                    |           |             |

## Démographie

### Évolution démographique
L'évolution du nombre d'habitants est connue à travers les recensements de la population effectués dans la commune depuis 1793. Pour les communes de moins de 10 000 habitants, une enquête de recensement portant sur toute la population est réalisée tous les cinq ans, les populations de référence des années intermédiaires étant quant à elles estimées par interpolation ou extrapolation. Pour la commune, le premier recensement exhaustif entrant dans le cadre du nouveau dispositif a été réalisé en 2005.

En 2022, la commune comptait 284 habitants, en évolution de −0,35 % par rapport à 2016 (Charente-Maritime : +4,04 %, France hors Mayotte : +2,11 %).
| 1793 | 1800 | 1806 | 1821 | 1831 | 1836 | 1841 | 1846 | 1851 |
| ---- | ---- | ---- | ---- | ---- | ---- | ---- | ---- | ---- |
| 513  | 423  | 536  | 604  | 572  | 678  | 696  | 671  | 651  |

| 1856 | 1861 | 1866 | 1872 | 1876 | 1881 | 1886 | 1891 | 1896 |
| ---- | ---- | ---- | ---- | ---- | ---- | ---- | ---- | ---- |
| 648  | 697  | 715  | 667  | 660  | 649  | 591  | 594  | 569  |

| 1901 | 1906 | 1911 | 1921 | 1926 | 1931 | 1936 | 1946 | 1954 |
| ---- | ---- | ---- | ---- | ---- | ---- | ---- | ---- | ---- |
| 570  | 572  | 548  | 533  | 514  | 521  | 525  | 494  | 476  |

| 1962 | 1968 | 1975 | 1982 | 1990 | 1999 | 2005 | 2006 | 2010 |
| ---- | ---- | ---- | ---- | ---- | ---- | ---- | ---- | ---- |
| 480  | 442  | 407  | 365  | 340  | 290  | 292  | 286  | 300  |

| 2015 | 2020 | 2022 | - | - | - | - | - | - |
| ---- | ---- | ---- | - | - | - | - | - | - |
| 288  | 283  | 284  | - | - | - | - | - | - |

## Lieux et monuments
Son étang au centre du village, son lavoir, son église, son four communal dans le hameau de Galanchat, les 2 chemins pédestres…
L'église actuelle est récente et a été construite en 1868 sur les ruines de l'ancienne église. 

L'étang situé au centre du bourg a été créé en 1975.

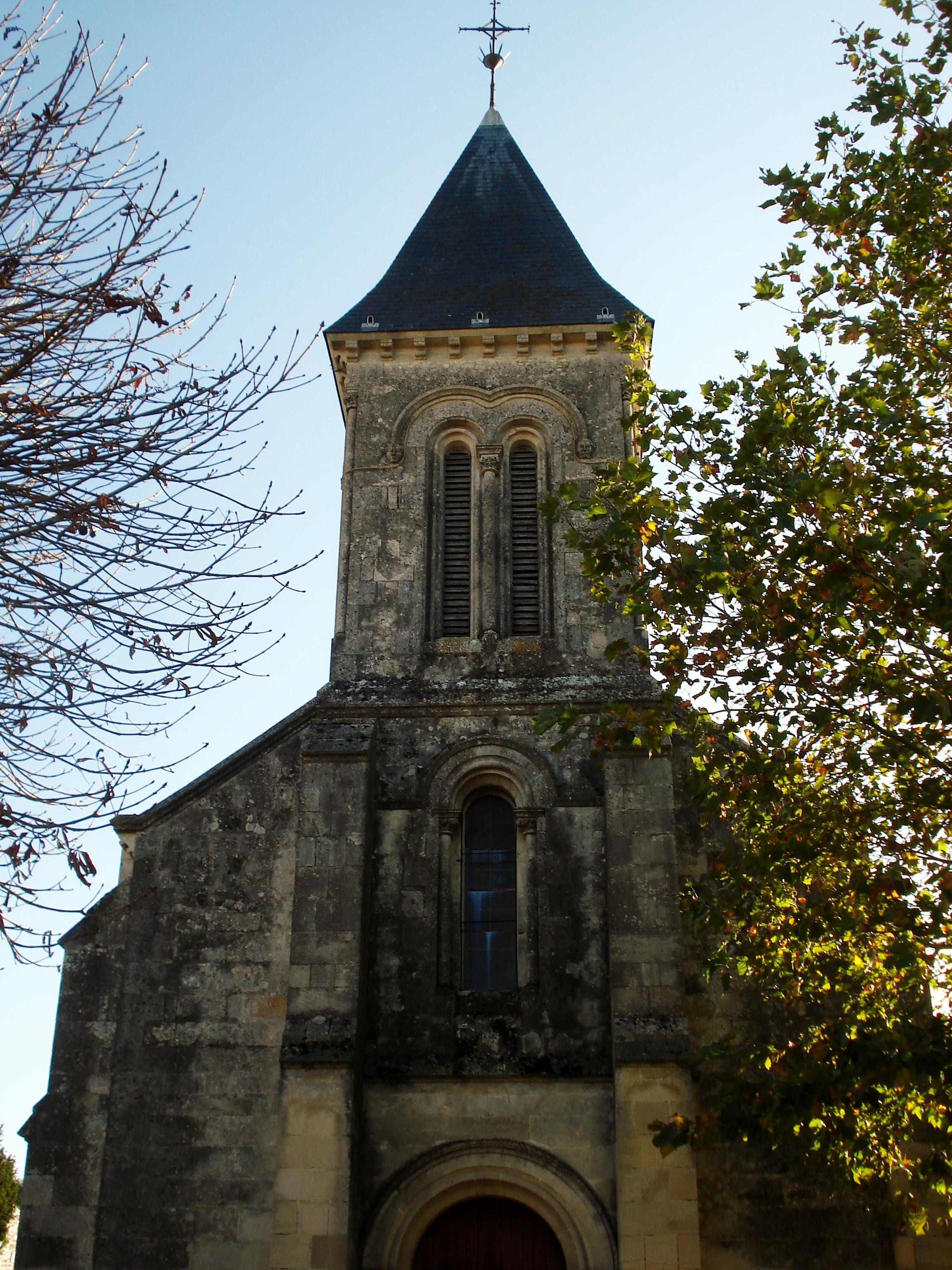
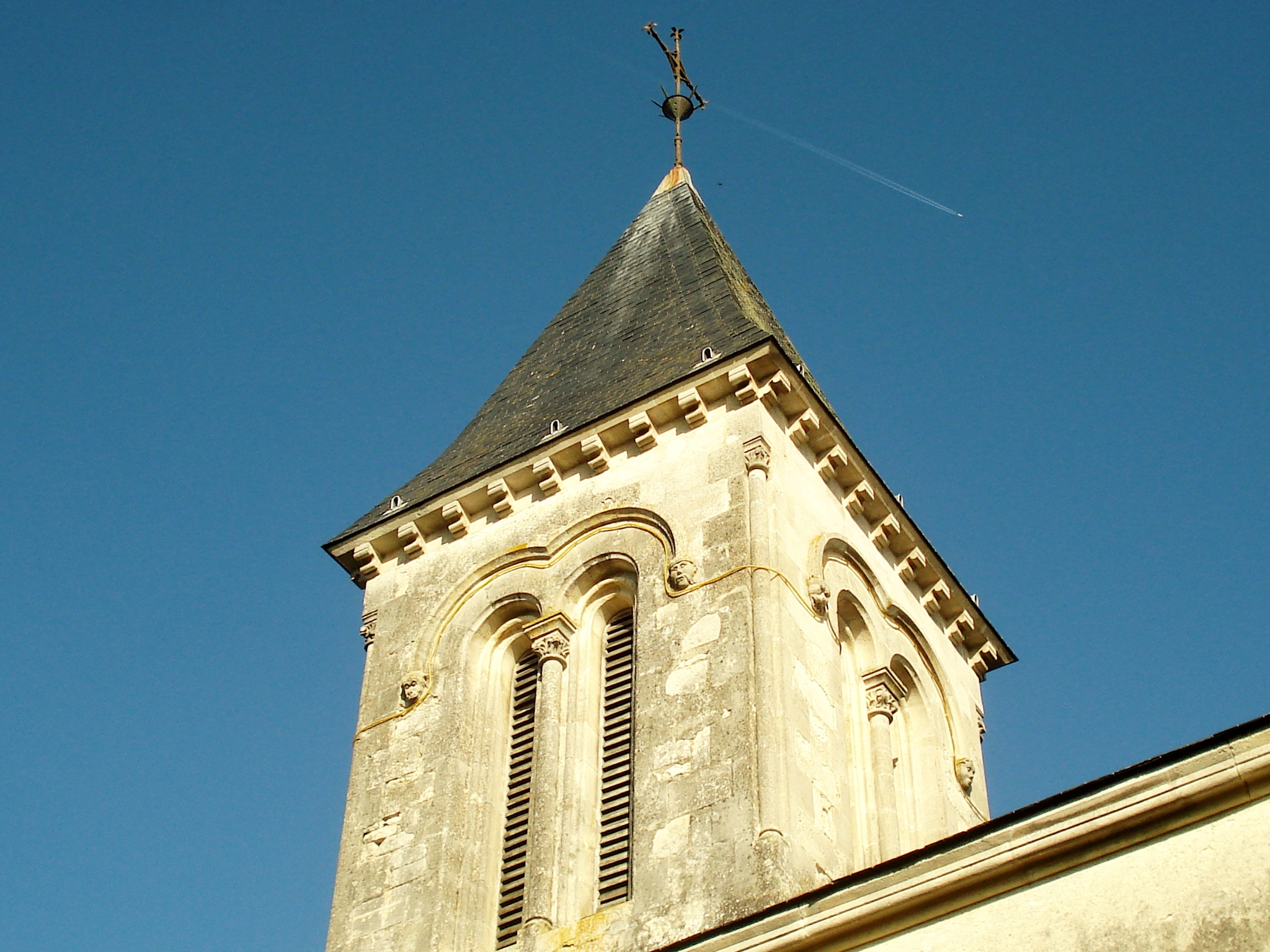
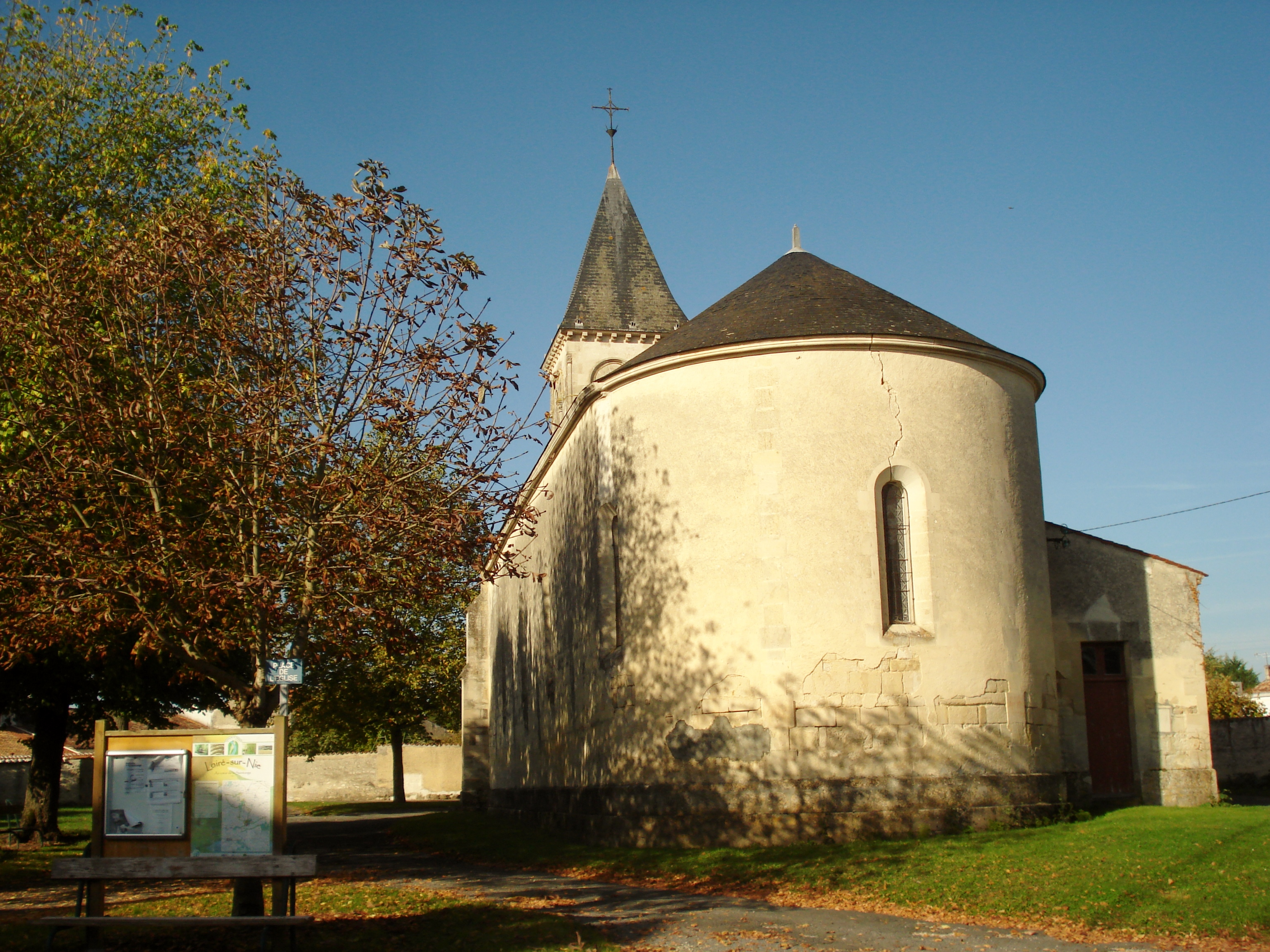